# 란타넘족 수축
란타넘족 수축(영어: Lanthanide contraction)은 란타넘족의 원소들의 이온 반지름이  원자번호가 커짐에 따라 심하게 수축하는 현상을 가리키는 용어이다.

## 원인
란타넘족 원소는 껍질의 속껍질에 전자가 채워지기 때문에, 새로 채워지는 전자의 가리움 효과가 크지 않아 유효 핵전하가 상당히 증가한다. 또한, 이에 대해 10%정도는 상대성 이론이 기여하는 점이 알려져 있다 (상대론적 양자 화학)을 참조하라.

## 영향

### 란타넘족 이후 원소에 대한 영향
하프늄과 지르코늄은 주기가 1차이나지만, 란타넘족 수축에 의해 원자 반지름이 거의 같고, 화학적 성질이 비슷해서 분리하기 어렵다.

## 같이 보기
- 란타넘족